# ギジェット
ギジェット(Gidget)はフレデリック・コーナーの小説『Gidget, The Little Girl with Big Ideas』とその続編、これらに基づく映像化作品に登場する架空の人物である。

## 人物
第一作『Gidget, The Little Girl with Big Ideas』では16歳の少女である。5フィート（約152cm）もない小柄な体格で、胸も小さい。マリブの海岸で溺れそうになっていたところを現地のサーファーに助けられる。サーファーたちと親しくなり、ギジェット(Gidget)とあだ名を付けられる。ギジェットは体格にちなんだあだ名であり、「少女」・「女の子」を指す"girl"とユスリカ・ブユなどの微小な双翅目糸角亜目の昆虫の総称である"midge"の指小形で「ちび」・「小人症」を指す"midget"を組み合わせて作った混成語である。
第一作以降はウェイトレス、教師、ファッションモデル、ツアーガイド、旅行代理店など、さまざまな職業で登場する。
本名は作品により異なる。第一作の小説では、次のように自己紹介する場面がある。
"It's Franzie," I said. "From Franziska. It's a German name. After my grandmother."
「フランジーよ。フランチスカの愛称なの。ドイツ名で、おばあさんからもらったのよ」
ここでは姓は明らかにしていないが、続編の小説で姓がHoferであることがわかる。映画では人物名が全般に変更されており、ギジェットの本名もフランシス・ローレンス(Frances Lawrence)と、より英語らしい名に変えられている。1960年代に放送されたテレビシリーズでは、フルネームはフランシス・エリザベス・ローレンス(Frances Elizabeth Lawrence)となっている。

## 小説
ギジェットが最初に登場したのはフレデリック・コーナーの1957年の小説『Gidget, The Little Girl With Big Ideas』においてである。主人公であるギジェットの一人称の形で書かれたこの小説は、コーナーの娘キャシーの実体験に基づいている。
コーナーはボヘミア出身のユダヤ人で、1930年代にはドイツで脚本家として活動していた。しかしナチの迫害が強まると1936年、アメリカに移住し、ハリウッドで映画の仕事をしながら娘を育てた。1956年、15歳となった次女のキャシーは母親とマリブに通ううちに海岸でサーフィンに興じる一団と知り合った。居合わせたのはテリー・トレイシー、ミッキー・ムニョスなど、いずれも後に伝説的なサーファーとしてその名を知られるようになる面々であった。男たちの独自の生活様式と、彼らが熱中するサーフィンというスポーツに興味を持ったキャシーは、サンドイッチの差し入れと引き換えにボードを借りてサーフィンを始め、他のサーファーからギジェットと愛称で呼ばれるようになった。
キャシーは自身の体験を日記に綴り、いずれは自ら物語にすることを望んでいたが、娘の体験談に創作意欲を刺激されたコーナーが小説にまとめることになった。アメリカ生まれのキャシーは英語表現の面でも父を助け、コーナーは6週間で小説を書き上げた。物語はキャシーの実体験そのものではなく、主人公がサーファーの一人であるムーンドギーと親密な関係になる、という恋愛要素を取り入れたフィクションである。しかし登場するサーファーの人物像や呼び名は実際を反映している。主人公の愛称も実際にキャシーにつけられた愛称であるギジェットとし、小説の題名にも使われている。思春期の主人公の一人称という形式は、J・D・サリンジャーが1951年に発表した『ライ麦畑でつかまえて』を意識したものと見られ、サリンジャーの表現を借用している箇所もある。
コーナーは移住後、映画『アヴェ・マリア』(1938)の脚本でアカデミー賞原案賞にノミネートされるなど、映画では実績があったが、小説を出すのは初めてであった。コーナーは原稿をまず兄のポール・コーナーに見せた後、ウィリアム・モリス・エージェンシー(William Morris Agency)の仲介を受けることになり、小説はプットナムから1957年秋に出版された。小説は好評で、同じく実体験に基づくジャック・ケルアックの小説『路上』とともにニューヨーク・タイムズのベストセラーリストに掲載され、順位を争った。結局100万部が売れた。書評の中には17歳の少女の夏の体験を描いた小説『悲しみよこんにちは』を1954年に発表した当時18歳の作家、フランソワーズ・サガンと対比し、「アメリカのサガン」とする評もあった。しかし当のサーファーたちにはピンと来ず、小説を買うくらいならビールを買うと評されている。後に『Gidget』と短縮された題名で何度も再版され、こちらの題名の方がよく知られている。
その後、コーナーはギジェットが登場する作品を7作品書いた。『Cher Papa』以外はギジェットの一人称による語りである。またうち2作品は同名の映画を小説化したものであり、映画版ではルース・ブルックス・フリッペンが脚本を書いている。
コーナーは、『ギジェット』以降、同年代の女性の体験ものを書いた。こうした作品には『The Continental Kick』『Mister Will You Marry Me?』『The Gremmie』がある。一方キャシーは映画が引き起こしたサーフィンブームに追われるようにサーフィンをやめ、20代で結婚、物語のギジェット同様レストラン、書店、旅行代理店など、さまざまな職業を経験した。1990年代末になると、かつてのサーフィンブームが懐古趣味的に取り上げられるようになり、小説第一作が再版され、キャシーが巻頭言を書いた。
- Cher Papa (1959)
- The Affairs of Gidget
- Gidget in Love (1965)
- Gidget Goes Parisienne (1966)
- Gidget Goes New York (1968)

- Gidget Goes Hawaiian (1961)
- Gidget Goes to Rome (1963)

### ドイツ
- April entdeckt die Männer
- April entdeckt die Liebe
- April und ihre Affären
- April entdeckt sich selbst
- April entdeckt Paris
- April entdeckt die Ehe

- April entdeckt Hawai
- April entdeckt Rom

## 翻案作品

### 映画
コーナーはウィリアム・モリス・エージェンシーを通じて映画化権を5万ドルでコロンビア映画に売り、原案を提供したキャシーに5%をわたした。映画はコーナー自身も加わり、ポール・ウェンドコスの監督で制作され、1959年に公開された。主役のギジェットはサンドラ・ディーが演じた。サーフィンの場面を演じたのはキャシーが出会ったマリブのサーファーたちで、ディーの代役は小柄なミッキー・ムニョスがウィッグをつけ、ビキニを着て演じた。映画は好評を得た。マリブの海岸は映画を見てサーフィンに関心を持った若者の車で溢れ、サーフィン専門誌『Surfer』も創刊された。突然の流行は従来からマリブを根城にしてきたサーファーにとっては迷惑でしかなく、場を荒らされたサーファーの中には映画やその遠因となったキャシーに対して憎悪も向ける者もいた。
第一作の好評を受け、同じポール・ウェンドコスの監督、コロンビア映画により続編が制作された。続編とは言いながら物語としてのつながりはほとんど考慮されていない。主役のギジェット役は3作とも違う俳優が演じている。3作品で同じ俳優が同じ役を演じているのは主要な役ではギジェットのボーイフレンドであるムーンドギー役を演じたジェイムズ・ダレンのみである。『ヤング・ハワイ』ではサンドラ・ディーが契約上の問題でコロンビアの映画には出演することができず、デボラ・ウォーリーが出演した。サーフィンの場面はリンダ・ベンソン。回想シーンが新しい俳優で撮り直されている。そのデボラ・ウォーリーも3作目の制作時には妊娠しており、シンディ・キャロルが主役を演じた。わずかに海岸で撮影した場面がある程度で、サーフィンとは関係がなくなっている。
本編が海岸から離れていく一方で、映画第一作がもたらした影響は続き、アメリカン・インターナショナル・ピクチャーズが制作した模倣作『Beach Party』（ビーチ・パーティ/やめないで、もっと!）はその後一ジャンルを形成した。2000年のアメリカ映画『サイコ・ビーチ・パーティ』は、愛称がチックレット(Chicklet)、本名がフローレンスの少女が、カナカというサーファーと出会うという、『ギジェット』第一作を思わせる設定となっている。
- Gidget (1959), 主演サンドラ・ディー
- Gidget Goes Hawaiian (1961), 主演デボラ・ウォーリー
- Gidget Goes to Rome (1963), 主演シンディ・キャロル

### テレビ
映画の制作が一段落した後、『Gidget』（ギジェットは15才）の題名でシットコムが制作され、1965年からABCで放送された。主役のギジェットはサリー・フィールドが演じた。このシリーズはコーナーが監修者として脚本に関わっているものの、原作とも映画版とも異なる主題の翻案となっている。サーフィンの場面はほとんどなく、浜辺の場面も屋内で撮影されているなど、サーフィン色は薄まっている。ギジェットの恋人役であるムーンドギーは東部のプリンストン大学に進学して不在という設定で、ギジェットは他の男を追いかけまわしている。母親とは死別したことになっており、物語は大学教授の父親ラス(Russ)とギジェットの父娘関係を軸に、ギジェットが毎回起こす騒動から何かを学んでいく。映画版では省かれていた人物も脇役として取り入れており、ギジェットの親友、ラルーをギジェットとともに騒ぎを繰り広げる役回りとして配しているほか、姉のアン(Anne)とその夫ジョン・クーパー(John Cooper)も登場する。
最初のシリーズは1シーズンのみで終了したが、その後も繰り返し再放送され、続編もテレビ映画の形で作られた。1969年にはカレン・バレンタインをギジェット役にテレビ映画『Gidget Grows Up』が作られた。同時期に出版された『Gidget Goes New York』に登場する要素を取り込んで作られたこの映画は、新シリーズのパイロット版として制作されたが、新シリーズ放送にはいたらなかった。1972年には『Gidget Gets Married』が制作された。この作品はモニー・エリス(Monie Ellis)がギジェットを演じ、長く恋人関係にあったムーンドギーとの結婚が描かれる。同じ年にはハンナ・バーベラ・プロダクションが60分のテレビアニメ『Gidget Makes the Wrong Connection』を制作、ギジェットの声はキャシー・ゴリ(Kathy Gori)があてた。このアニメはABCが土曜朝に放送していたアニメ映画枠『The ABC Saturday Superstar Movie』で放送された。
1985年には、テレビ映画『マリブ・ビーチ 夏の約束』がカリン・リッチマンの主演で作られた。これも新シリーズのパイロット版を意図したものであった。新シリーズは今度は実現し、『The New Gidget』のタイトルで1986年から1988年まで2シーズンにわたって放送された。ギジェットが姪を預かっているという設定は映画から引き継がれ、シリーズ第一作がギジェットの成長を父が見守る内容であったのに対し、このシリーズではギジェットが夫のムーンドギーとともに預かった姪のダニーを見守る内容となっている。
- Gidget (1965–1966)
- Gidget Grows Up (1969)
- Gidget Gets Married (1972)
- マリブ・ビーチ 夏の約束(Gidget's Summer Reunion) (1985)
- The New Gidget (1986–1988)